# HNK Kruševo
HNK Kruševo je bosanskohercegovački nogometni klub iz Kruševa kod Mostara.

## Povijest
Klub je osnovan 24. svibnja 1958. godine.
Sredinom 1990-ih su igrali tri sezone u Drugoj ligi Herceg-Bosne (skupina Jug), a najbolji rezultat su ostvarili u sezoni 1994./95. osvajanjem četvrtog mjesta. U sezoni 1997./98. igrali su u ligi RNS RNH. Početkom 2000-tih igraju u Drugoj ligi FBiH – Centar 2.
U sezoni 2018./19. bili su županijski prvaci, ali su prije početka sljedeće sezone odustali od natjecanja u Drugoj ligi – Jug. Nakon osvajanja prvog mjesta u sezoni 2021./22. u 1. županijskoj ligi ostvarili su plasman u Drugu ligu FBiH – Jug. Nakon osvajanja drugog mjesta u sezoni 2022./23. u sljedećoj sezoni postaju prvaci Druge lige FBiH - Jug. Nakon pobjede u finalu protiv momčadi HNK Stolac (5:2) osvajaju Kup NS HNŽ u sezoni 2024./25.

## Pregled plasmana po sezonama
| Sezona    | Rang | Liga                   | Plasman | Izvori |
| --------- | ---- | ---------------------- | ------- | ------ |
| 2016./17. | IV.  | 1. županijska liga HNŽ | 5.      | [ 9 ]  |
| 2017./18. | IV.  | 1. županijska liga HNŽ | 3.      | [ 10 ] |
| 2018./19. | IV.  | 1. županijska liga HNŽ | 1.      | [ 11 ] |
| 2019./20. | IV.  | 1. županijska liga HNŽ | 4.      | [ 12 ] |
| 2020./21. | IV.  | 1. županijska liga HNŽ | 3.      | [ 13 ] |
| 2021./22. | IV.  | 1. županijska liga HNŽ | 1. ↑    | [ 14 ] |
| 2022./23. | III. | Druga liga FBiH – Jug  | 2.      | [ 15 ] |
| 2023./24. | III. | Druga liga FBiH – Jug  | 1.      | [ 16 ] |
| 2024./25. | III. | Druga liga FBiH – Jug  | –       |        |

## Poznati bivši igrači
- Wagner Santos Lago[17]
- Juan Manuel Varea[17]